# Brit férfi jégkorong-válogatott
A brit férfi jégkorong-válogatott Nagy-Britannia nemzeti csapata, amelyet a Brit Jégkorongszövetség (angolul: Ice Hockey UK) irányít.
Sikereiket főleg a 20. század elején érték el, amikor az európai jégkorong fontos szereplői voltak. Megnyerték az első jégkorong-Európa-bajnokságot, 1924-ben bronzérmet szereztek az olimpián, 1936-ban pedig olimpiai aranyérmesek lettek, mely máig a legnagyobb sikerük. Az aranyérmes csapat játékosainak nagy része kanadai-brit kettős állampolgár volt, akik Kanadában tanultak meg jégkorongozni.
Ezt követően a válogatott teljesítménye fokozatosan romlott, 1994-en kiestek a világbajnoki főcsoportból, ahova csak 2018-ban tértek vissza.

## Eredmények

### Európa-bajnokság
- 1910 –  Arany
- 1911 – nem vett részt
- 1912 – nem vett részt
- 1913 – nem vett részt
- 1914 – nem vett részt
- 1915–1920 – az első világháború miatt nem került megrendezésre
- 1921 – nem vett részt
- 1922 – nem vett részt
- 1923 – nem vett részt
- 1924 – nem vett részt
- 1925 – nem vett részt
- 1926 – 4. hely
- 1927 – nem vett részt
- 1929 – nem vett részt
- 1932 – 7. hely

### Világbajnokság
1920 és 1968 között a téli olimpia minősült az az évi világbajnokságnak is. Ezek az eredmények kétszer szerepelnek a listában.
- 1920 – nem vett részt
- 1924 –  Bronzérem
- 1928 – 4. hely
- 1930 – 10. hely
- 1931 – 8. hely
- 1932–1933 – nem vett részt
- 1934 – 8. hely
- 1935 –  Bronzérem
- 1936 –  Aranyérem
- 1937 –  Ezüstérem
- 1938 –  Ezüstérem
- 1939 – 8. hely
- 1947 – nem vett részt
- 1948 – 5. hely
- 1949 – nem vett részt
- 1950 – 4. hely
- 1951 – 5. hely
- 1952 – 10. hely (B csop., 1. hely)
- 1953 – 5. hely (B csop., 2. hely)
- 1954–1955 – nem vett részt
- 1956 – nem jutott ki
- 1957–1959 – nem vett részt
- 1960 – nem jutott ki
- 1961 – 10. hely (B csop., 2. hely)
- 1962 – 8. hely
- 1963 – 15. hely (B csop., 7. hely)
- 1964 – nem jutott ki
- 1965 – 14. hely (B csop., 6. hely)
- 1966 – 16. hely (B csop., 8. hely)
- 1967 – nem vett részt
- 1968 – nem jutott ki
- 1969–1970 – nem vett részt
- 1971 – 18. hely (C csop., 4. hely)
- 1972 – nem vett részt
- 1973 – 22. hely (C csop., 8. hely)
- 1974 – nem vett részt
- 1975 – nem vett részt
- 1976 – 21. hely (C csop., 5. hely)
- 1977 – 24. hely (C csop., 7. hely)
- 1978 – nem vett részt
- 1979 – 23. hely (C csop., 5. hely)
- 1981 – 24. hely (C csop., 8. hely)
- 1982–1987 – nem vett részt
- 1989 – 27. hely (D csop., 3. hely)
- 1990 – 26. hely (D csop., 1. hely)
- 1991 – 21. hely (C csop., 5. hely)
- 1992 – 21. hely (C csop., 1. hely)
- 1993 – 13. hely (B csop., 1. hely)
- 1994 – 12. hely
- 1995 – 19. hely (B csop., 7. hely)
- 1996 – 16. hely (B csop., 4. hely)
- 1997 – 18. hely (B csop., 6. hely)
- 1998 – 22. hely (B csop., 6. hely)
- 1999 – 18. hely (B csop., 2. hely)
- 2000 – 19. hely (B csop., 3. hely)
- 2001 – 19. hely (Divízió I B, 2. hely)
- 2002 – 23. hely (Divízió I B, 4. hely)
- 2003 – 25. hely (Divízió I B, 5. hely)
- 2004 – 25. hely (Divízió I A, 5. hely)
- 2005 – 24. hely (Divízió I A, 4. hely)
- 2006 – 26. hely (Divízió I A, 5. hely)
- 2007 – 24. hely (Divízió I B, 4. hely)
- 2008 – 23. hely (Divízió I A, 4. hely)
- 2009 – 22. hely (Divízió I B, 3. hely)
- 2010 – 23. hely (Divízió I B, 4. hely)
- 2011 – 20. hely (Divízió I B, 2. hely)
- 2012 – 21. hely (Divízió I A, 5. hely)
- 2013 – 22. hely (Divízió I A, 6. hely)
- 2014 – 26. hely (Divízió I B, 4. hely)
- 2015 – 24. hely (Divízió I B, 2. hely)
- 2016 – 24. hely (Divízió I B, 2. hely)
- 2017 – 23. hely (Divízió I B, 1. hely)
- 2018 – 17. hely (Divízió I A, 1. hely)
- 2019 – 13. hely

### Olimpiai játékok
- 1920 – nem vett részt
- 1924 –  Bronz
- 1928 – 4. hely
- 1932 – nem vett részt
- 1936 –  Arany
- 1948 – 5. hely
- 1952–2002 – nem jutott ki
- 2006 – nem vett részt
- 2010–2022 – nem jutott ki